# RS-500
Pour les articles homonymes, voir Route 500.
La RS-500 est une route locale du Nord-Ouest de l'État du Rio Grande do Sul reliant la municipalité de Constantinha à la BR-386, au nord de Novo Barreiro. Elle dessert Constantinha, Novo Xingu et Nova Barreiro, et est longue de 12 km.